# Малая Докья
Малая Докья — упразднённая в 1978 году деревня на территории Завьяловского района Удмуртской Республики Российской Федерации. Входила на год упразднения в состав Бабинского сельского Совета.

## География
Находится примерно в 70 км к западу от центра Ижевска и в 80 км к западу от Завьялово.

### Географическое положение
В радиусе пяти километров находились населённые пункты
- д. Большая Докья (↗ 1.9 км)
- с. Бабино (← 3.2 км)
- д. Заря (↘ 3.8 км)
- д. Сапарово (↑ 3.9 км)
- д. Ожмос-Пурга (↙ 3.9 км)
- д. Пиканы (↓ 4.3 км)
- д. Подгорная (→ 4.4 км)

## История
Указом Президиума Верховного Совета УАССР от 20.04.1978 д. Малая Докья исключена с учёта.

## Население
Количество хозяйств и численность населения
| Период     | Количество хозяйств | Численность населения |
| ---------- | ------------------- | --------------------- |
| 1.01.1969  | 17                  | 76                    |
| 01.01.1970 | 14                  | 53                    |
| 01.01.1971 | 9                   | 39                    |
| 01.01.1972 | 10                  | 40                    |

## Инфраструктура
Было личное подсобное хозяйство.

## Транспорт
Малая Докья была доступна по просёлочной дороге.